# Sudska praksa
Sudska praksa je jedna od sastavnica pravnog sustava. Čine ju sve instancije svih pravnih područja svih sudova s daljnjom razgranatom strukturom na podskupine i područja.
U osnovnoj strukturi zastupljena su sva pravna područja i to:
- Ustavni sudovi
- Kazneno pravo
- Kazneni postupak
- Upravno pravo
- Obvezno pravo
- Stvarno pravo
- Obiteljsko pravo
- Nasljedno pravo

## Pojam
U anglosaskom pravnom sustavu, sudska praksa ima značaj izvora prava. To znači priznavanje sudovima da svojim odlikama mogu stvarati pravo, a ne samo primjenjivati ga i tumačiti. 
U kontinentalnom pravu, o ovom pitanju postoje dva suprotna stava: Po jednim sudskoj praksi treba priznati značaj izvora prava, jer uslijed dvostupnjevitosti suđenja stavovi viših sudova prodiru kao izvor prava, a po drugoj sudskoj praksi ne treba priznati ovu odliku.
U europskom kontinentalnom pravnom sustavu (grčko-romansko-njemačkoj obitelji prava) značaj sudske prakse može biti određen samo na temelju njezine povezanosti sa zakonom. Obaveza sudca, utemeljenost donošenja presude na tekstu zakona, omogućila je predstavljanje cjelokupne sudske djelatnosti isključivo kao tumačenje zakona. Montesquieuov stav da sudac treba ”samo izgovarati riječi zakona”, dobio je snažnu potvrdu u pravnom pozitivizmu 19. stoljeća. Sudska praksa nije smatrana izvorom prava, a njezin učinak u pravnom poretku razmatran je u okviru proučavanja metoda tumačenja prava.
Stoga, tradicionalisti ne tvrde više da sudska praksa nije stvaralačka djelatnost već naglašavaju da sudska vlast ne stvara pravne norme, tj. opća i apstraktna pravila obavezna su za sve subjekte na koje se odnose. Ovo gledište ima više pristalica u zemljama njemačkog nego francuskog prava. Znatan dio francuske pravne teorije smatra, polazeći od šireg, poimanja izvora prava, da je sudska praksa autonomni pravni izvor.